# Jean Drapeau

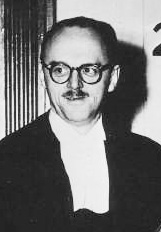
Jean Drapeau (1954)

Jean Drapeau, CC, GOQ, (* 18. Februar 1916 in Montreal, Québec; † 12. August 1999 ebenda) war ein kanadischer Rechtsanwalt und Politiker. Von 1954 bis 1957 sowie von 1960 bis 1986 war er Bürgermeister von Montreal.

## Biografie
Jean Drapeau ist der Sohn von Joseph-Napoléon Drapeau und Alberta (Berthe) Martineau und wurde 1916 in Montreal geboren. Sein Vater war Versicherungsverkäufer, Mitglied im Stadtrat und Wahlhelfer für die Union nationale. Jean Drapeau studierte an der Universität Montreal Jura und engagierte sich erstmals politisch in der gegen die Wehrpflicht eintretende Organisation Ligue pour la défense du Canada (→ Wehrpflichtkrise von 1944). Er trat 1942 und 1944 erfolglos als Kandidat für den nationalistischen Bloc Populaire an. Er begann 1944 als Strafverteidiger in Montreal und verteidigte 1949 einige Aktivisten des sogenannten Asbest-Streiks, einem mehrere Monate dauernden Disput von Asbest abbauenden Minenarbeitern.
Drapeau profilierte sich durch die Veröffentlichung eines als Pax Plante bekannt gewordenen Korruptionsfalls in den frühen 1950er Jahren. Als in dieser Folge der Bürgermeister Camillien Houde sein Amt aufgab, folgte ihm Drapeau damals im Alter von 37 Jahren. 1957 verlor er gegen Sarto Fournier, der von dem einflussreichen Premierminister der Provinz Québec Maurice Duplessis unterstützt wurde. Drapeau wurde 1960 mit 53 % erneut zum Bürgermeister gewählt. Er war Mitglied der im selben Jahr gegründeten (und 1994 aufgelösten) Lokalpartei Parti Civique de Montréal.
Während seiner Amtszeit initiierte Jean Drapeau maßgeblich den Bau der Montrealer U-Bahn, des Kunstzentrums Place des Arts sowie die Weltausstellung Expo 67. Um die Ausgaben zu unterstützen, schuf er 1968 die erste staatliche Lotterie, die er selbst als „freiwillige Steuer“ bezeichnete. Die Provinzregierung griff die Idee später wieder auf und überführte die Gesellschaft 1970 in die Loto-Québec.
Drapeau nutzte die Oktoberkrise, um seine politischen Gegner während der Kommunalwahlen im Oktober 1970 in Misskredit zu bringen, indem er ihnen vorwarf, Sympathisanten und Unterstützer der terroristischen Front de libération du Québec zu sein. Einige Oppositionelle, darunter seine wichtigsten Gegner, wurden nach dem Ende der Wahl verhaftet. Die 1970er Jahre standen im Schatten der Vorbereitungen auf die Olympischen Sommerspiele 1976. Skandale und massive Kostenüberschreitungen zwangen die Provinzregierung zum Einschreiten. Allein der Bau des Olympiastadions, dessen Turm bis 1987 unvollendet blieb, kostete 770 Millionen kanadische Dollar. Kritisch wurde auch Drapeaus Entscheidung aufgenommen, den acht Kilometer langen Kunstweg Corridart nach den Spielen zu entfernen. Die öffentliche Kritik an der Stadtverwaltung und Drapeau wuchs und führte 1974 zur Gründung einer neuen Oppositionspartei. Der mittlerweile über zwei Jahrzehnte regierende Drapeau erlitt am 20. Juni 1986 einen Schlaganfall. Davon gesundheitlich angeschlagen, stellte er sich 1986 nicht mehr der Wiederwahl. Der damalige kanadische Premierminister Brian Mulroney ernannte Drapeau zum kanadischen UNESCO-Botschafter in Paris.
Jean Drapeau verstarb 1999 im Alter von 83 Jahren in Montreal und wurde auf dem Friedhof Notre-Dame-des-Neiges beigesetzt. Eine der größten Parkanlagen in Montreal, der Parc Jean-Drapeau, trägt seinen Namen, ebenso die U-Bahn-Station Jean-Drapeau.

## Ehrungen
- 1967: Companion of the Order of Canada[2]
- 1967: Goldmedaille des kanadischen Architekturverbandes Royal Architectural Institute of Canada[3]
- 1987: Großer Offizier des National Order of Quebec